# Tabanus sannio
Tabanus sannio är en tvåvingeart som beskrevs av David Fairchild 1956. Tabanus sannio ingår i släktet Tabanus och familjen bromsar. Inga underarter finns listade i Catalogue of Life.